# ويليام أ. بيكر
ويليام أ. بيكر (بالإنجليزية: William A. Baker) هو مؤرخ ومهندس أمريكي، ولد في 21 أكتوبر 1911، وتوفي في 9 سبتمبر 1981.